# 봉 나바로
봉 나바로(Vhong Navarro, 1977년 1월 4일 ~ )은 필리핀의 배우이자 가수이다.